# Денди, Уолтер Эдвард
Уолтер Эдвард Денди (англ. Walter Edward Dandy; 6 апреля 1886, Седейлия, Миссури, США — 19 апреля 1946, Балтимор, Мэриленд, США) — американский нейрохирург и учёный. Он считается одним из отцов-основателей нейрохирургии, и известен многочисленными открытиями и инновациями, в том числе описанием ликвороциркуляции, хирургического лечения гидроцефалии, внедрением в практику вентрикулографии и пневмоэнцефалографии, созданием первого реанимационного отделения. Также он первым произвёл клипирование внутричерепной аневризмы, тем самым ознаменовав рождение сосудистой нейрохирургии. За время своей 40-летней карьеры им было опубликовано 5 монографий и более чем 160 научных статей. На пике своей карьеры его хирургическая активность достигала 1000 операций в год.

## Биография
Уолтер Денди был единственным сыном Джона Денди, железнодорожного инженера, и Рахель Кильпатрик — иммигрантов из Ланкашира, Англия и Армаха, Ирландия. В 1903 году окончил школу в Седейлии, Миссури, а в 1907 году — университет в Миссури. В сентябре 1907 года он поступил на второй курс Johns Hopkins University School of Medicine. Весной 1910 года, в 24 года, он окончил медицинский университет, после чего в 1910—1911 гг. работал в лаборатории экспериментальной медицины под руководством Харви Кушинга. В 1911 году поступил в резидентуру по хирургии, которую окончил в 1918 г., где работал вначале под руководством Кушинга, а затем Хойера и Уильяма Холстеда.
В 1918 году стал полноправным врачом госпиталя Джонса Хопкинса, после чего полностью сконцентрировался на нейрохирургии. После перевода в 1922 году Хойера в университет Цинциннати, Денди оставался единственным нейрохирургом в госпитале Джонса Хопкинса, вплоть до своей смерти в 1946 году.
1 октября 1924 года женился на Седи Е. Мартин, от которой у него родилось четверо детей.
Умер от инфаркта 19 апреля 1946 года. Похоронен на кладбище Druid Ridge Cemetery в Пайксвилле, штат Мэриленд.

## Вклад в нейрохирургию
В своей первой научной работе в 1910 г. Денди, провёл детальное анатомическое описание 2 мм человеческого эмбриона. В 1911—1913 гг. он посвятил исследованию кровоснабжению гипофиза, а в 1913 и 1914 совместно с Кеннетом Д.Блекфеном опубликовал две работы посвящённые продукции, циркуляции и абсорбции ликвора. Они описали двё формы гидроцефалии — «обструктивную» и «сообщающуюся», чем положили начало научного изучения данного заболевания. Ценность данной работы, лучше всего отображает фраза одного из учителей Денди Холстеда «Денди никогда не сделает ничего лучшего, или даже подобного, так как редко кому из врачей удаётся совершить более одного серьёзного вклада в медицину».
Наиболее часто имя Денди упоминается в контексте «мальформации Денди-Уокера» — врождённого заболевания, сочетающегося с гидроцефалией. В 1921 г. Денди описал случай гидроцефалии, вызванной нарушением оттока ликвора из 4-го желудочка. В 1944 г. Эрл Уолкер описал схожий случай обструкции 4-го желудочка.
В 1918 и 1919 гг. Денди опубликовал несколько работ по вентрикулографии и пневмоэнцефалографии. За этот вклад, председатель Нобелевского комитета Ганс Кристиан Якобеус номинировал его на получение Нобелевской премии в 1933 г. Пневмоэнцефалография впервые позволила нейрохирургам проводить визуализацию внутричерепных новообразований с помощью рентгеновских лучей. Они проводились путём введения воздуха либо непосредственно в желудочковую систему мозга (вентрикулография) либо через поясничный прокол в субарахноидальное пространство (пневмоэнцефалография).
Проведение вентрикулографии, предложенное Денди в 1918 г., имело свои ограничения, так как требовало наложения с диагностической целью фрезевого отверстия и вентрикулопункции. Пневмоэнцефалография, описанная в 1919 г., была менее инвазивным методом и широко использовалась для диагностики внутричерепных образований вплоть до внедрения компьютерной томографии в 1970-х гг.
Вклад Денди в нейрохирургию огромен. Он описал
- в 1921 — операцию по удалению опухоли пинеальной области
- в 1922 — тотальное удаление опухоли мостомозжечкового угла
- в 1922 — использовал вентрикулоскопию (прообраз современной эндоскопии) для лечения гидроцефалии
- в 1925 — произвёл операцию по поводу тригеминальной невралгии
- в 1929 — предложил лечение болезни Меньера путём пересечения слуховых нервов
- в 1929 — удалил грыжу межпозвонкового диска
- в 1930 — предложил оперативное лечение спастической кривошеи
- в 1933 — произвёл удаление полушария мозга («гемисферэктомия») при операции по поводу злокачественной опухоли мозга
- в 1933 — удалил опухоль желудочковой системы
- в 1935 — произвел закрытие каротидно-кавернозной фистулы
- в 1941 — удаление опухоли глазничной щели
- в 1943 — пересечение симпатических нервов для лечения идиопатической артериальной гипертензии.

Показательно, что техника многих из этих операций не изменилась, с момента их описания Денди, до сих пор.

### Вклад в сосудистую нейрохирургию
Описание Денди в 1938 году операции по клипированию внутричерепной аневризмы, ознаменовало появление сосудистой нейрохирургии. В последующем, Денди также произвёл хирургическое лечение артериовенозных мальформаций, артериовенозных фистул, а также каротидно-кавернозного соустья.
Свой опыт в сосудистой нейрохирургии Денди подытожил в книге «Внутричерепные артериальные аневризмы» 1944 г.

## Медицинские термины, в которых упоминается имя Денди[1]
- Операция Денди — прекаудальная тригеминотомия. Ретроганглиональная нейротомия для хирургического лечения тригеминальной невралгии
- Симптом Денди I — постукивание паравертебрально в области нервных корешков LIV-SI вызывает иррадиирующую в ногу боль. Используется для диагностики грыж межпозвонковых дисков
- Симптом Денди II — используется для дифференциальной диагностики компрессионного радикулярного синдрома, вследствие грыжи межпозвонкового диска и неврита седалищного нерва. Включает усиление боли в ноге при покашливании и натуживании, в сочетании со снижением ахиллового рефлекса и атрофией мышц[2][3][4]
- Синдром Денди-Уолкера — характеризуется триадой изменений — кистозным расширением 4-го желудочка, частичной или полной аплазией червя мозжечка и супратенториальной гидроцефалией[5]
- Синдром Денди — синдром двустороннего нарушения вестибулярной функции, которое проявляется в ощущении «прыгания объекта» больным, когда он находится в движении, и нормализации во время отдыха; нарушение походки при ходьбе в темноте[6]
- Точка Денди — точка наложения фрезевого отверстия для пункции заднего рога бокового желудочка. Находится на 3-4 см кпереди и кнаружи от затылочного бугра[7]